# Birūr
Birūr är en ort i Indien.   Den ligger i distriktet Chikmagalur och delstaten Karnataka, i den södra delen av landet, 1 700 km söder om huvudstaden New Delhi. Birūr ligger 799 meter över havet och antalet invånare är 23 493.
Terrängen runt Birūr är huvudsakligen platt, men åt sydväst är den kuperad. Terrängen runt Birūr sluttar österut. Runt Birūr är det ganska tätbefolkat, med 230 invånare per kvadratkilometer. Närmaste större samhälle är Kadūr, 6,5 km sydost om Birūr. Trakten runt Birūr består till största delen av jordbruksmark.